# Martin Buss
Martin Buss, född 7 april 1976 i Berlin, är en tysk före detta höjdhoppare. 
Buss placerade sig på nionde plats i sitt första världsmästerskap 1997 i Aten. I VM 1999 överraskade Buss många då han hoppade 2,32 och vann bronsmedaljen bakom ryssen Vjatjeslav Voronin (2,37) och kanadensaren Mark Boswell (2,35). Buss missade sedan OS 2000 på grund av skada (ett scenario som upprepade sig till OS 2004), men gjorde comeback 2001 och vann guld i Edmonton-VM efter ett hopp på 2,36. Ryssarna Voronin och Jaroslav Rybakov delade silvret efter att ha hoppat 2,33.
De ideliga skadorna, med bland annat två missade olympiska spel som följd, föranledde Buss att ge upp karriären 2006. Buss var under den aktiva karriären 193 centimeter lång och vägde 81 kilo.

## Meriter
- VM-guld i Edmonton 2001

## Rekord
- Personbästa: 2,36, Edmonton, Alberta, 8 augusti 2001